# Bero Bass
Bero Bass (* 11. April 1980 in Diyarbakır, Türkei; bürgerlich Bernas Avşar) ist ein deutscher Rapper kurdischer Abstammung aus Köln-Chorweiler. 

## Biografie
Bernas Avşar wurde 1980 in der mehrheitlich von Kurden bewohnten Stadt Diyarbakır geboren. Infolge des türkisch-kurdischen Konflikts kam er Ende der 1980er als Flüchtlingskind nach Köln und wuchs im Stadtteil Ossendorf auf.
2007 gründete Bero Bass zusammen mit OJ Kingpin die Sicherheitsfirma La Honda, deren Namen sie später für ihre Duo-Aktivitäten und ihr Label La Honda Evangelium übernahmen. Im August 2007 veröffentlichten sie ihr erstes Duo-Album Gorillas im Nebel über German Dream Entertainment, auf dem auch die Rapper Baba Saad, Ceza, Eko Fresh, Farid Bang, Killa Hakan und Summer Cem mitwirkten. Im September 2008 veröffentlichten sie über 38th Records ihr zweites Duo-Album La Honda Nostra, auf dem auch die Rapper und Sänger Azad, Jonesmann, Manuellsen und Valezka mitwirkten. In einem Interview bezeichnete Bero Bass La Honda als „Stimme des kurdischen Volks“. Das Plattenlabel befindet sich seit 2007 in Köln-Chorweiler.
Im September 2009 veröffentlichte Bero Bass sein erstes Soloalbum Basstime über Carioca Music. Auf dem Album sind Gastauftritte von Rappern und Sängern wie Eko Fresh, Manuellsen, Şivan Perwer und Xatar. 
Medienaufmerksamkeit erregte Bero Bass durch eine brutale Messerattacke auf einen 26-Jährigen in Köln-Chorweiler im Juli 2009. Gegen ihn wurde wegen versuchten Totschlages ermittelt. Nachdem er sich kurz nach der Tat gestellt hatte, wurde er in Untersuchungshaft genommen, aus der er im Dezember 2009 vorerst entlassen wurde. Anfang 2010 veröffentlichte er den Freetrack Kölner JVA, in dem er über seinen Gefängnisaufenthalt rappt. Anfang Dezember sah es das Gericht als erwiesen, dass Bero Bass mit einem Messer auf das Opfer eingestochen hat, sah jedoch von einer Tötungsabsicht ab. Er wurde zu zwei Jahren Haft auf Bewährung und zur Bezahlung der Behandlungskosten des Opfers, welche sich auf rund 7000 Euro belief, verurteilt.
Am 21. April 2011 erschien das Soloalbum Gangstafilm. Auf dem Album sind Gastauftritte von Musikern wie Haftbefehl, Şivan Perwer und Xatar.
Im Mai 2014 versuchte Bero Bass nach vorausgegangenem Streit ein Konzert von Farid Bang in Köln zu stürmen, wurde allerdings von dessen Entourage aufgehalten, wodurch es zu gewaltsamen Auseinandersetzungen gekommen war. Später drohte er Farid Bang, bei weiteren Auftritten in Köln dessen Shows zu stören.

## Diskografie
Alben
- 2009: Basstime
- 2011: Gangstafilm
- 2015: Animal

Kollaboalben
- 2007: Gorillas im Nebel (mit OJ Kingpin als La Honda)
- 2008: La Honda Nostra (mit OJ Kingpin als La Honda)
- 2013: Gorillas im Nebel 2 (mit OJ Kingpin als La Honda)

EPs
- 2019: Amigo EP

Freetracks
- 2007: Ich bin ein Outlaw (als La Honda mit Eko Fresh und Outlawz)
- 2009: 8 Kammern (mit Manuellsen)
- 2009: Playerhater
- 2009: San Quentin
- 2009: Das Leben ist
- 2010: Kölner JVA
- 2010: Ich mach es (mit La Honda Allstars)